# Wir – Der Sommer, als wir unsere Röcke hoben und die Welt gegen die Wand fuhr
Wir – Der Sommer, als wir unsere Röcke hoben und die Welt gegen die Wand fuhr ist ein 2018 erschienener belgisch-niederländischer Film von René Eller nach einer Romanvorlage von Elvis Peeters.

## Handlung
Der heranwachsende Simon ist mit seiner Mutter und ihrem Lebensgefährten auf dem Weg zum Gericht. Dort sagt sein Freund Thomas aus.
Am Tag der Verhandlung telefoniert Simon und berichtet am Telefon von den vergangenen Ereignissen, die als Rückblende gezeigt werden. Im vergangenen Sommer traf sich eine Gruppe von ungefähr 17-jährigen Niederländern und Belgiern in Wachtebeke. Neben Simon waren dies die jungen Männer Thomas, Jens und Karl sowie die jungen Frauen Liesl, Ruth, Ena und Femke. Sie nahmen einen verlassenen Wohnwagen in Beschlag. Simon war in Femke verliebt. Die Clique vergnügte sich bei sexuell freizügigen Spielen. Auf der Suche nach einer Einnahmequelle kamen sie auf die Idee, eine Webseite mit Pornofilmen zu erstellen. Die Einkünfte erlaubten ihnen einen unbegrenzten finanziellen Spielraum und selbst einen Spontanurlaub auf Ibiza. Ihr erstes Sexvideo drehten sie in der Loftwohnung von Simons Vater. Aufgrund seiner Gefühle für Femke entwickelte Simon jedoch zunehmend Zweifel an ihrer Tätigkeit.
Ruth telefoniert am Tag der Verhandlung mit ihrer Mutter und berichtet aus ihrer Sicht über die Ereignisse. Die vier Mädels haben auf einer Autobahnbrücke ihre Röcke hochgehoben. Da sie keine Unterwäsche trugen, zeigten sie den Autofahrern ihre Vulven. Dies resultierte in einem Straßenverkehrsunfall. Ruth hielt ihre Mutter für spießbürgerlich und war in Simon verliebt. Um an mehr Geld zu kommen, beschlossen die vier Frauen der Clique, sich zu prostituieren. Ruth beneidete Femke wegen ihrer Beliebtheit und war froh, als diese starb. Nach Femkes Tod sprach Thomas auf einem Volksfest die beiden fremden Frauen Loesje und Sarah an, die sich der Gruppe anschlossen. Gemeinsam gingen sie der Prostitution in einem angemieteten Wohnhaus nach. Als Sarah schwanger wurde, sollte die Schwangerschaft abgebrochen werden. Ruth sollte ihr dazu auf den Bauch schlagen. Als dies keine Wirkung zeigte, setzte Thomas massive Gewalt ein. Nach diesem Vorfall wollte Ruth die Gruppe verlassen und fühlte sich allein.
Im Zuge ihrer Aussage bei Gericht spricht Liesl mit einem Psychologen. Auch sie schildert die Ereignisse aus ihrer Sicht. Nach dem Upskirt auf der Autobahnbrücke kam es zum größten Autounfall der letzten 15 Jahre mit zwölf beteiligten Fahrzeugen. Eine junge Mutter starb und ihre beiden Kinder wurden schwer verletzt. Femke hatte bezahlten Sex mit einem Lehrer von Ruth. Die Gruppe fotografierte ihn dabei. Bis auf Ruth waren alle über den schweren Autounfall belustigt. Liesl und Femke verführten zwei Mitarbeiter des Eisenbahnbaus für je 100 Euro zu Sex in einem Maisfeld. Nach dem tödlichen Unfall von Femke wollte Thomas den Wohnwagen verbrennen, um alle Spuren zu verwischen. Einer ihrer Kunden war der Bürgermeisterkandidat Van Langendonck. Ihre Mutter hatte derweil von Gerüchten über das Treiben der Gruppe gehört. Liesl überredete Loesje und Sarah, sich an der körperlichen Freizügigkeit und den sexuellen Spielen der Gruppe zu beteiligen. Nachdem sie von Sarahs Schwangerschaft erfahren hatte, verließ sie die Clique.
Schließlich sagt Thomas im Zeugenstand aus. Er ist als Kind mit seiner Familie von Antwerpen nach Wachtebeke gezogen. Sein Vater ist ein Kunsthändler und die Familie führt einen gehobenen Lebensstil. Thomas sagt aus, der Bürgermeisterkandidat Van Langendonck habe ihn schon als Kind missbraucht. Während in der Rückblende gezeigt wird, wie Thomas mit seinen Freunden die Pornowebseite plante, sagt er aus, Van Langendonck habe ihn zu Pornovideos und zur Prostitution der Frauen gezwungen. Thomas mietete das Wohnhaus, in dem die jungen Frauen ihrer Sexarbeit nachgingen. Während Thomas aussagt, Van Langendonck habe das Geld einbehalten und sie zur Erpressung der Freier gezwungen, wird in einer Rückblende gezeigt, wie die Clique einen Verkäufer von Motorrollern mit einem Sexvideo von Ruth erpresste. Als Thomas Femke bei einem ihrer Spiele einen Eiszapfen vaginal einführte, schlug sie mit ihrem Kopf auf einen Stein. Sie setzten den Wohnwagen in Brand. Vor Gericht sagt Thomas aus, sie hätten Femke dank einer Trackingapp gefunden. Sie hätte einen Termin im Wohnwagen mit Van Langendonck gehabt und er habe den Wagen angezündet. Thomas sagt weiter aus, sie hätten einen Studenten getroffen, der sie geschlagen hätte. Eine Rückblende zeigt das Gegenteil. Die Clique prügelte auf ihn ein, bis er regungslos liegen blieb. Auf den Polizeibericht angesprochen, leugnet Thomas die von ihm ausgehende Gewalt. Er sagt, Van Langendonck habe für Femke Ersatz verlangt. Während gezeigt wird, wie er Loesje und Sarah vergewaltigte, sagt er aus, Van Langendonck habe perverse Partys verlangt. Van Langendonck war ein Kunde von Femke an ihrem Todestag. Thomas entschied, Van Langendonck zu erpressen. Vor Gericht sagt er dagegen aus, Van Langendonck habe die Gruppe erpresst. Durch die Ereignisse brach die Gruppe auseinander. Thomas sagt aus, er habe Van Langendonck mit dem Missbrauch konfrontiert. Der Film zeigt, wie er Loesje erniedrigte und auf sie urinierte, weil sie zu wenig berechnete und ihren Schlüssel verloren hatte. Er band einen gestohlenen Haushund an Gleise, um ihn zu töten. Vor Gericht erzählt Thomas, er habe Van Langendonck angezeigt.
Simon und Thomas treffen sich in Diksmuide. Thomas hat sich eine Wohnung in Paris gekauft. Zu den anderen ihrer Clique haben sie keinen Kontakt mehr. Van Langendonck erwartet eine lange Freiheitsstrafe. Als Simon ihn fragt, ob der Missbrauch erfunden war, antwortet Thomas nicht.

## Produktion
| Figur                   | Darsteller          | Deutscher Sprecher   |
| ----------------------- | ------------------- | -------------------- |
| Danielle, Femkes Mutter | Gonny Gaakeer       | Caro Mendelski       |
| Femke                   | Salomé van Grunsven | Chantal Busse        |
| Liesl                   | Pauline Casteleyn   | Lina Syren           |
| Frau Van Langendonck    | Gert Portael        | Josephine Hochbruck  |
| Sarah                   | Gaia Sofia Cozijn   | Isabel Pickl Bermejo |
| Simon                   | Tijmen Govaerts     | Dominik Eisele       |
| Thomas’ Mutter          | Karlijn Sileghem    | Caro Mendelski       |

Der Film basiert auf dem 2013 erschienenen Roman Wij von Elvis Peeters und ist das Erstlingswerk des Regisseurs, der sich zuvor mit Werbefilmen und Musikvideos einen Namen machte. Die Geschichte ist an wahre Ereignisse angelehnt. Ellers gab an, er habe sechs Monate gebraucht, um das Buch zu lesen. Es habe ihn sehr beschäftigt und der Film bleibe dem Geist des Buches treu.
Die Promotionsseiten auf Facebook und Instagram wurden aufgrund ihrer freizügigen Darstellungen gesperrt.

## Rezeption
Nach Teresa Vena lasse der Film den Zuschauer verstört zurück. Dazu trügen seine expliziten Bilder, der Schnitt und das Erzähltempo bei. Die Sexszenen bezeichnete sie als „willentlich schockierend, abstoßend und schließlich einzig als voyeuristisch“. Die Loslösung des sexuellen Aktes von der Intimität und Scham mache den Film interessant, doch er setze zu sehr auf Provokation. Sie lobte die schauspielerische Leistung, die Dramaturgie und die Kameraarbeit, hielt den Film aber für „überflüssig“.
Wolfgang Nierlin irritierte die „Unbekümmertheit und der Mangel an moralischen Skrupeln“. Die zunehmende Verrohung sei mit einer bloßen Rebellion nur zum Teil plausibel.
Joachim Kurz sah sich an Eva Hussons Bang Gang – Die Geschichte einer Jugend ohne Tabus erinnert, wenn auch Ellers Film expliziter sei; auch Assoziationen zu Larry Clarks Kids, Rob Reiners Stand by Me – Das Geheimnis eines Sommers und Sofia Coppolas The Bling Ring würden geweckt. Die schockartigen expliziten und drastischen Bilder wiederum erinnerten an Gaspar Noé und die rasenden Szenen an Michael Haneke.
Madeleine Eger warnte, der Film sei nicht für Zuschauer geeignet, die Nackt- und Sexszenen sowie Gewaltdarstellungen ablehnten. Sie sah sich stellenweise an Lars von Triers Drama Nymphomaniac erinnert. Sie lobte die sehr glaubhaften schauspielerischen Leistungen. Der Film werfe wichtige moralische Fragen auf. Sie kritisierte jedoch, dass eine Selbstreflexion am Ende unterbleibt.
Sean Leonard lobte den Regisseur für sein Erstlingswerk. Die Geschichte, die Inszenierung und schauspielerische Leistung seien gut. Der Film sei kein klassischer Coming-of-Age-Film, aber einer, der den Zuschauer einen Einblick in das Leben von alltäglichen Menschen ermögliche. Leonard sah René Eller auf der gleichen Höhe wie Larry Clark, Harmony Korine und Todd Solondz.

## Auszeichnungen
Niederländisches Filmfestival 2018
- Auszeichnung für den besten Schnitt (Wouter van Luijn)
- Nominierung für das beste Drehbuch (René Eller)

Raindance Film Festival 2018
- Auszeichnung für die beste Regie (René Eller)

Rome Independent Film Festival 2018
- Auszeichnung mit dem RIFF Jury Award für den besten Film

Internationales Filmfest Oldenburg 2018
- Nominierung für den German Independence Award – Bester Film

International Film Festival Rotterdam 2018
- Nominierung für den KNF Award

Zlín Film Festival 2018
- Nominierung als Best European First Film

Tirana International Film Festival 2018
- Auszeichnung für die beste Regie (René Eller)
- Auszeichnung mit dem Luc-Barnier-Preis für den besten Schnitt (Wouter van Luijn)